# Pak Nam-chol (Fußballspieler, 1985)
Pak Nam-chol (* 2. Juli 1985 in Pjöngjang) ist ein ehemaliger nordkoreanischer Fußballspieler. Er absolvierte über 60 Länderspiele für die nordkoreanische Nationalmannschaft und nahm mit dieser an der Fußball-Weltmeisterschaft 2010 teil.

## Spiele für die Nationalmannschaft
Pak spielte in seiner Karriere überwiegend für den 25. April SC, den Klub der Koreanischen Volksarmee. In den Jahren 2004 und 2005 kam der Mittelfeldspieler in der Qualifikation für die WM 2006 zu ersten Einsätzen für die nordkoreanische Nationalmannschaft. 2005 nahm er mit der Auswahl an der Qualifikationsrunde der Ostasienmeisterschaft teil, fand für das Finalturnier aber keine Berücksichtigung. 2007 schlossen sich Einsätze in der nordkoreanischen Olympiaauswahl (U-23) an. So stand er während der Qualifikation für das olympische Fußballturnier 2008 auf dem Platz, als man in der letzten Qualifikationsrunde hinter Australien und Irak blieb. 2008 gehörte er dann bei der Finalrunde der Ostasienmeisterschaft zum Aufgebot der A-Nationalelf. 2010 verfehlte er mit Nordkorea überraschend die Endrundenteilnahme.
In der erfolgreichen Qualifikation für die WM 2010 kam Pak zu zwölf Einsätzen. Auch bei Nordkoreas Ausscheiden in der Gruppenphase der Endrunde in Südafrika stand er in allen drei Spielen in der Startelf. 2011 nahm er an der Asienmeisterschaft in Katar teil, bei der Nordkorea erneut in der Vorrunde ausschied. Im Folgejahr gelang seinem Team der Sieg beim AFC Challenge Cup. Pak erzielte dabei drei Tore und wurde für seine Leistungen als wertvollster Spieler des Turniers ausgezeichnet. Nachdem Pak 2013 nach Thailand zu Muangthong United wechselte, wurde er in der Nationalmannschaft nicht mehr berücksichtigt.